# Oberwiesa (Niederwiesa)
Oberwiesa ist ein Ortsteil der Gemeinde Niederwiesa im Landkreis Mittelsachsen. Er wurde am 1. Januar 1914 mit Niederwiesa zur Gemeinde Wiesa zusammengeschlossen, welche 1915 in Niederwiesa umbenannt wurde. Dadurch wird Oberwiesa heute nicht mehr als offizieller Ortsteil von Niederwiesa geführt.

## Geographie

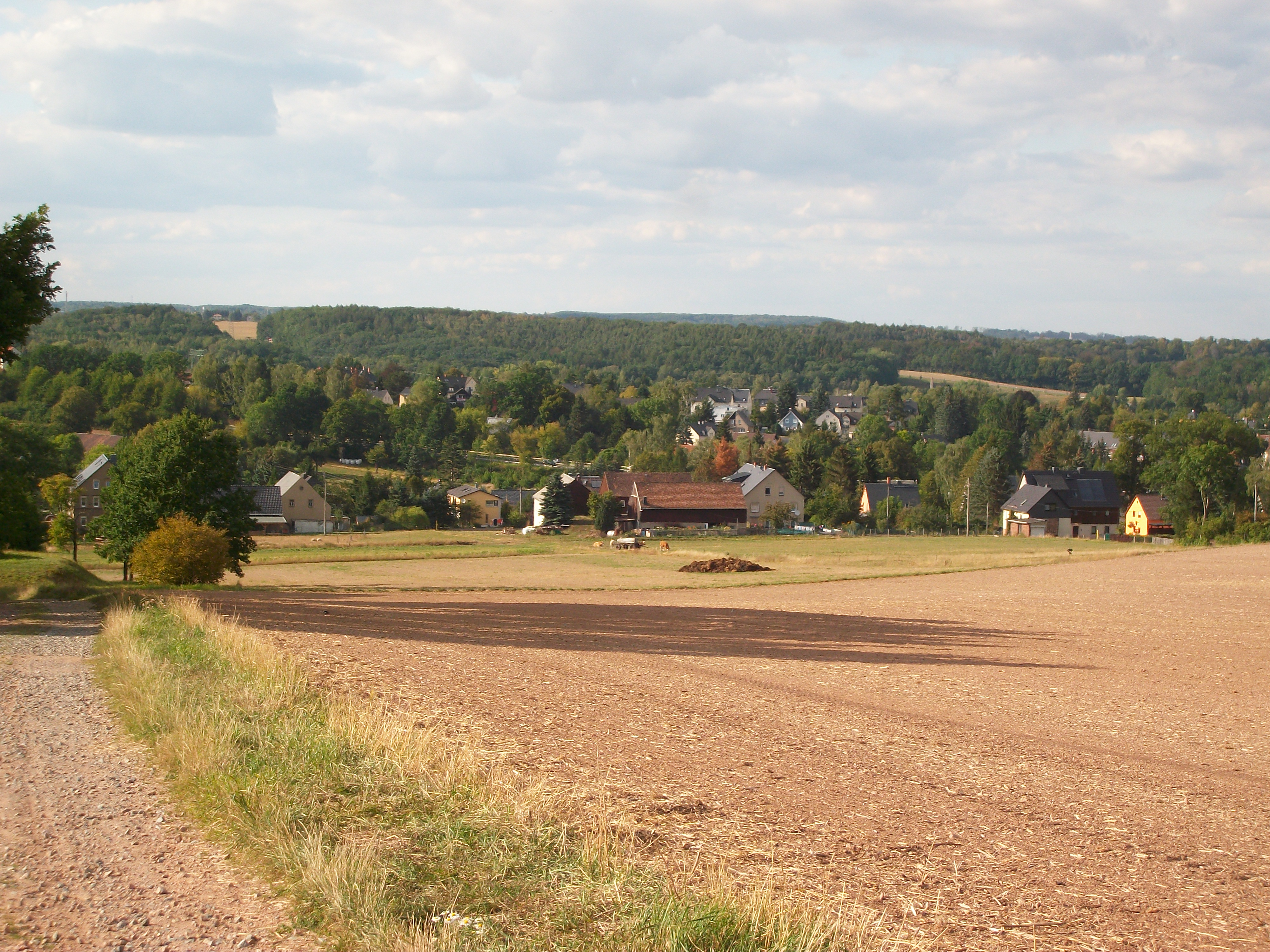
Blick auf Oberwiesa

### Geografische Lage und Verkehr
Oberwiesa befindet sich südlich von Niederwiesa am Eubaer Bach. Die Bebauung geht im Norden nahtlos in Niederwiesa und im Süden in Euba über. Im Norden wird die Bundesstraße 173 über eine Brücke über den Ort geführt.

### Nachbarorte
| Ebersdorf | Niederwiesa                                 |             |
| Chemnitz  | Kompassrose, die auf Nachbargemeinden zeigt | Niederwiesa |
|           | Euba                                        |             |

## Geschichte
Der Ort Wiesa wurde vermutlich um das Jahr 1216 gegründet. Zu dieser Zeit wurde noch nicht zwischen Ober- und Niederwiesa unterschieden. Im Jahr 1346 wurde Wiesa als selbstständige Pfarrei in der Matrikel des Bistums Meißen erstmals als Wissen erwähnt. 1378 erscheint die Unterscheidung in Wese superior und Wese inferior.  Zu dieser Zeit lag der Ort im Gau Rochlitz, da von der Burg Rochlitz die Besiedelung ausging. Ab 1450 gehörte zen der Wysen zur Lehnsherrschaft Lichtenwalde, allerdings übte die Stadt Chemnitz (Kempnitz) das Recht der Bannmeile aus. Im Jahr 1509 kam es in den sogenannten Bierkriegen zwischen Wiesa und Chemnitz zum Streit um das Braurecht und den Ausschank. Vermutlich aufgrund der Streitigkeiten um die Privilegien der Stadt Chemnitz kam es im Jahr 1563 zur Teilung in Ober- und Niederwiesa.
Die Grundherrschaft über Oberwiesa lag zeitweise beim Rittergut Lichtenwalde bzw. als Amtsdorf direkt beim kursächsischen Amt Lichtenwalde, das ab 1696 durch das kursächsische Amt Frankenberg-Sachsenburg und ab 1783 durch das kursächsische bzw. spätere königlich-sächsische Amt Augustusburg verwaltet wurde. Kirchlich ist Oberwiesa seit jeher nach Niederwiesa gepfarrt. Nach dem Ende der sächsischen Ämterverfassung 1856 lag Oberwiesa im Zuständigkeitsbereich des Gerichtsamts Frankenberg und ab 1875 der Amtshauptmannschaft Flöha. Zwischen 1860 und 1890 bestand in Oberwiesa in der Nähe des Spritzenhauses eine Brauerei. Der berühmte Chemnitzer Fotograf Clemens Seeber erwarb im Jahr 1886 eine Sommervilla in Oberwiesa.
Am 1. Januar 1914 vereinigten sich die Gemeinden Oberwiesa und Niederwiesa zur Gemeinde Wiesa, die am 20. Juli 1915 laut Beschluss der Gemeinde in Niederwiesa umbenannt wurde. Durch die zweite Kreisreform in der DDR kam Oberwiesa als Teil der Gemeinde Niederwiesa im Jahr 1952 zum Kreis Flöha im Bezirk Chemnitz (1953 in Bezirk Karl-Marx-Stadt umbenannt), der ab 1990 als sächsischer Landkreis Flöha fortgeführt wurde und 1994 im Landkreis Freiberg bzw. im Jahr 2008 im Landkreis Mittelsachsen aufging.